# 亞納科查湖 (萬塔省)
12°53′59″S 74°08′38″W / 12.89972°S 74.14389°W
亞納科查湖（Yanaqucha），是秘魯的湖泊，位於該國中南部阿亞庫喬大區的萬塔省，處於拉蘇維爾卡湖以南、潘帕科查湖東北面的安第斯山脈地區，長0.84公里、寬0.37公里，海拔高度4,205米。